# 田代みどり

1962年の田代

田代 みどり（たしろ みどり、本名：田代 清子、1948年4月22日 - ）は、歌手・女優。鳥取県生まれ、大阪府大阪市出身。精華学園女子中学校卒業。

## 経歴
7歳の頃から大阪のジャズ喫茶で歌い、その歌唱力が平尾昌晃に認められて1958年に上京した。1960年8月、小学6年のとき、テイチクより「スイート・ナッシンズ」でデビューした。1961年1月発売の「パイナップル・プリンセス」（アネットのカバー）が大ヒットした。1960年に日活「善人残酷物語」で映画デビューした。他に「舞妓の上京」「ママ恋人がほしいの」などの青春映画に出演した。
1970年に「ジャッキー吉川とブルー・コメッツ」の三原綱木と結婚した。1972年に「つなき&みどり」を結成し「愛の挽歌」を発売し大ヒットした。その後、シングル「愛の絆」、「ふたり」、ＬＰを出すがヒットに恵まれず、1974年にコンビを解散し、1977年に離婚した。その後、メンズクラブのモデルとして名を馳せ、今も現役モデルとして活動中の高橋尚美と再婚した。
その後、芸能界を引退した。2000年代以降懐メロの番組に出演している。元夫との「つなき&みどり」を（『NHK歌謡コンサート』2011年7月12日放送分など）単発で再結成することもあった。

## シングル
- スイート・ナッシンズ／泣くのはおよし（1960年8月）
- ビキニスタイルのお嬢さん／ベビー・フェイス
- パイナップル・プリンセス（英語版）／フルーツサラダ娘（1961年1月）
- 月影のマジョルカ／汽車ポッポのタンゴ
- 恋の喰いしん坊／ちんたらムードの夜
- 小つぶのじゃがいも／ズビ・ズビ・ズー
- 可愛いドドンパ娘／みどりちゃんのドドンパ
- 京舞妓[注 1]／憧れの東京（浜田光夫と）
- 水兵ブルース／パパは船長さん
- 白い雲と少女[注 2]／山の牧場[注 3]（浜田光夫と）
- 明日が私に微笑かける[注 4]／明日の私　甘い夢よいづこ
- ジングル・ベル／サンタクロースが町に来る
- ママ恋人がほしいの[注 5]／すてきな彼と気どった娘
- 子供じゃないの／悲しき片想い
- 彼氏の気持ちはワークワク／いつもひとりぼっち
- バリバリの浜辺（英語版）／月の夜は
- 跳び上る娘たち／トサカに来ちゃうじゃない
- イカレちゃった（杉山俊夫と）／ジャック・アンド・ベティ（杉山俊夫と）
- チャールストンのお嬢さん
- 淋しくって／恋のジューク・ボックス
- ママと一番星
- 島のタムレ／島の恋風
- 十代の素顔

## テレビ番組
- サンテンラッキーセブンショー（TBS） - 司会
- 嵐のなかでさよなら（NET）
- 鉄道公安36号（NET）
  - 123話「俺は無実だ」
  - 146話「青春の軌道」
  - 163話「東北本線を追え」
- 午後は○○おもいッきりテレビ（日本テレビ）
- できるでショウか（日本テレビ） - アシスタント

## 映画出演
- 善人残酷物語 (1960)
- 俺の故郷は大西部(1960)
- 少女 (1961)
- 一石二鳥 (1961) - 咲子（家出娘） 役
- 大当り百発百中 (1961)
- 東京ドドンパ娘 (1961)
- 舞妓の上京 (1961)
- 太陽、海を染めるとき (1961）
- 白い雲と少女(1961)
- 明日が私に微笑みかける(1961)
- ママ恋人がほしいの (1961)
- 北帰行より 渡り鳥北へ帰る (1962) - みどり 役
- 花の才月 (1962)
- 雲に向かって起（た）つ (1962) - 三上由香 役
- 太陽のように明るく(1962)
- 惜別の歌 (1962)
- ハイティーンやくざ (1962)
- 英語に弱い男　東は東西は西 (1962)
- 星の瞳をもつ男 (1962) - 峰かおり 役
- 泣くんじゃないぜ (1962)
- ポンコツおやじ (1962)
- 青い山脈 (1963) - 笹井和子 役
- サムライの子 (1963)
- 青春を返せ (1963)
- 現代っ子 (1963) - アコ 役
- 悪太郎 (1963)
- 学園広場 (1963) - 入山三枝 役
- こんにちわ20才 (1964) - 石沢タマ子（妹） 役
- 風と樹と空と (1964) - 手塚トミ子（新二郎の妹） 役
- うず潮 (1964) - 大杉次子（光平の妹 女学生） 役
- 若草物語 (1964) - 野沢まゆみ 役
- 花咲く乙女たち (1965)
- 悲しき別れの歌 (1965) - 野村まり子 役